# Sayaka Akase
Sayaka Akase (赤瀬 紗也香 (Akase Sayaka)), née le 25 août 1994 dans la Préfecture de Kanagawa, est une nageuse japonaise spécialiste du dos. Elle est médaillée d'or aux Jeux asiatiques de 2014 et de bronze aux Mondiaux en petit bassin le même année en 200 m dos.

## Jeunesse
Elle fait des études à l'Université nippone des sciences sportives (en) et en sort diplômée en 2016.

## Carrière
Alors qu'elle est encore junior, elle bat le record des Championnats pan-pacifiques juniors en 2010 sur le 100 m dos en 1 min 00 s 82. Elle réalise alors la 23e meilleure marque mondiale senior. Sur le 200 m, elle bat également le record des championnats en 2 min 09 s 68 et réussi la 16e meilleure performance mondiale de l'année.
En 2014, elle remporte sa première médaille mondiale lors des Championnats du monde en petit bassin avec le bronze sur le 200 m dos en 2 min 02 s 30 derrière la Hongroise Katinka Hosszú (1 min 59 s 23) et l'Australienne Emily Seebohm (2 min 00 s 13),. Sayaka Akase est aussi membre du relais 4 × 100 m 4 nages qui remporte le bronze derrière les Danoises et les Australiennes.
Cette année-là, lors des Jeux asiatiques de 2014, elle monte sur la première marche du podium lors du 200 m dos (2 min 10 s 31) devant la Chinoise Chen Jie (2 min 10 s 53) et la Vietnamienne Nguyễn Thị Ánh Viên. Aux Championnats pan-pacifiques, elle finit deux fois au pied du podium, d'abord sur le 100 m dos puis avec le relais 4 × 100 m 4 nages. Elle participe aussi à la finale du 200 m dos où elle termine 7e.
Lors des Championnats du monde de natation 2015 à Kazan, elle fait partie du relais 4 × 100 m 4 nages avec Kanako Watanabe, Natsumi Hoshi et Miki Uchida. En finale, elles sont disqualifiées pour une prise de relais trop rapide (-.08) entre Watanabe et Akase. Malgré ça, grâce à la nouvelle réglementation de la FINA, le relais est quand même qualifié pour les Jeux olympiques d'été de 2016 ayant fait partie des 12 premiers lors des séries. Sayaka Akase nage également le 100 m dos et termine 9e de sa série en 1 min 01 s 62.
Aux Mondiaux en petit bassin 2016, elle ne réussit pas à réitérer sa médaille des championnats précédents et termine seulement 7e du 200 m dos en 2 min 03 s 92. Elle arrive aussi jusqu'aux demi-finales du 100 m dos mais ne dépasse pas ce stade-là.

## Palmarès
| Année | Compétition                           | Lieu       | Place | Course            |
| ----- | ------------------------------------- | ---------- | ----- | ----------------- |
| 2014  | Championnats pan-pacifiques           | Gold Coast | 4e    | 100 m dos         |
| 2014  | Championnats pan-pacifiques           | Gold Coast | 7e    | 200 m dos         |
| 2014  | Championnats pan-pacifiques           | Gold Coast | 4e    | 4 × 100 m dos     |
| 2014  | Jeux asiatiques                       | Incheon    | 7e    | 50 m dos          |
| 2014  | Jeux asiatiques                       | Incheon    | 1re   | 200 m dos         |
| 2014  | Championnats du monde en petit bassin | Doha       | 3e    | 200 m dos         |
| 2014  | Championnats du monde en petit bassin | Doha       | 3e    | 4 × 100 m 4 nages |
| 2016  | Championnats du monde en petit bassin | Windsor    | 13e   | 100 m dos         |
| 2016  | Championnats du monde en petit bassin | Windsor    | 7e    | 200 m dos         |
| 2018  | Jeux asiatiques                       | Jakarta    | 4e    | 200 m dos         |

## Records personnels
| Course    | Temps         | Lieu       | Date              |
| --------- | ------------- | ---------- | ----------------- |
| 50 m dos  | 29 s 18       | Incheon    | 23 septembre 2014 |
| 100 m dos | 1 min 00 s 65 | Gold Coast | 21 août 2014      |
| 200 m dos | 2 min 09 s 65 | Gold Coast | 23 août 2014      |

| Course    | Temps         | Lieu | Date            |
| --------- | ------------- | ---- | --------------- |
| 50 m dos  | 27 s 11       | Doha | 20 octobre 2013 |
| 100 m dos | 57 s 11       | Doha | 7 décembre 2014 |
| 200 m dos | 2 min 02 s 30 | Doha | 5 décembre 2014 |